# Latimerioidei
A Latimerioidei az izmosúszójú halak (Sarcopterygii) osztályába és a bojtosúszójúhal-alakúak (Coelacanthiformes) rendjébe tartozó alrend. Az osztályán belül az egyetlen alrend, amelyben élő fajok is vannak.

## Rendszerezés
Az alrendbe az alábbi 2 család tartozik:
- Latimeriidae Berg, 1940
- †Mawsoniidae Schultze, 1993